# 新利佩茨克钢铁公司

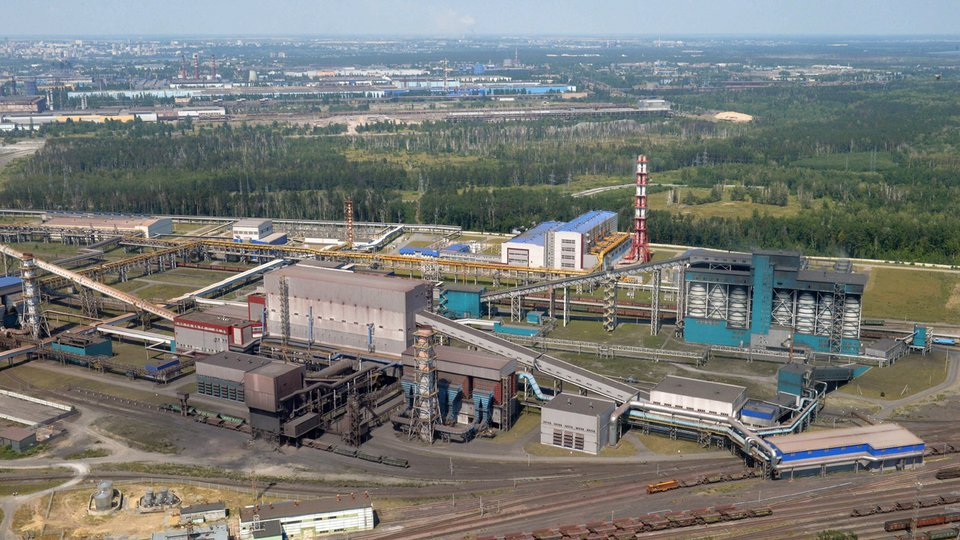
Novolipetsk Steel plant

新利佩茨克钢铁公司, 简称俄新钢, 是俄罗斯四大钢铁公司之一。占俄罗斯粗钢产量21%。 

## 历史
利佩茨克铁矿带上，1702年彼得大帝创建铁工厂。
1931年苏联第一个五年计划期间创建利佩茨克钢铁公司。占地27平方公里。1992年改组为股份公司。1993年私有化。1998年被弗拉基米尔·利辛控制。
铁矿石来自控股97%，距离利佩茨克350 km的Stoilensky GOK.